# Federico Roncali

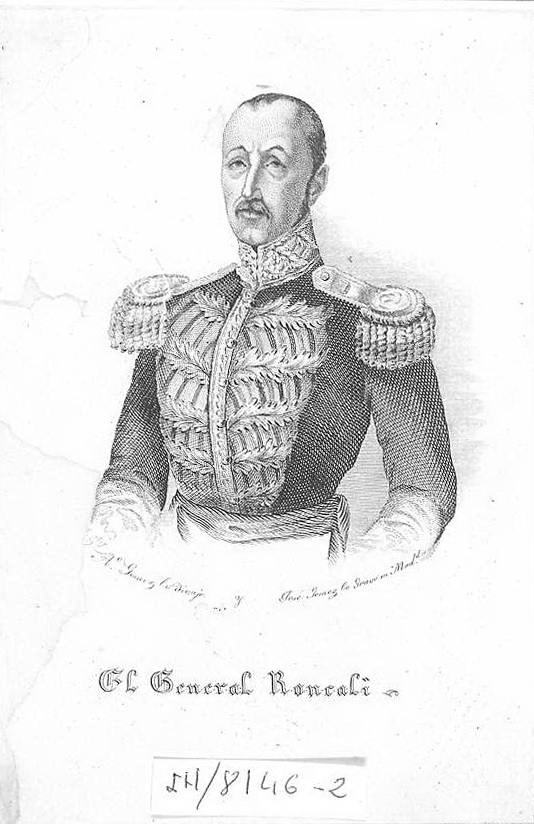
Federico Roncali

Federico Roncali y Ceruti, Graf (Conde) von Alcoy (* 31. Mai 1806 in Cádiz; † 4. April 1857 in Madrid) war ein spanischer Generalleutnant, Politiker und Ministerpräsident Spaniens.

## Leben

### Militärische Laufbahn und Gouverneur von Kuba
Nach der Schulausbildung absolvierte er eine militärische Ausbildung. Seine Beförderung zum Brigadegeneral (Brigadier) durch seinen Förderer General Baldomero Espartero führte zu einer ernsthaften Regierungskrise. Als Mitglied des Kriegsrates (Consejo de Guerra) schlug er dem Regenten Espartero nach den Aufständen im Oktober 1841 ein hartes Vorgehen gegen die Aufständischen und deren Anführer General Diego de León, der tatsächlich am 15. Oktober 1841 hingerichtet wurde. Andererseits wurde er im Dezember 1843 nach dem Sturz des Regenten Espartero Militärberater von Ministerpräsident Luis González Bravo.
Für seine Verdienste wurde er am 15. August 1845 zum Senator auf Lebenszeit (Senador Vitalicio) ernannt. Am 16. Dezember 1845 erfolgte seine Beförderung zum Generalleutnant (Teniente General). Am 10. Mai 1846 wurde er als Graf (Conde) von Alcoy in den nicht vererblichen Adelsstand erhoben.
Später war er von 1848 bis 1850 Gouverneur und Oberkommandierender (Capitán General) der Königlichen Armee (Ejercito Real) auf Kuba. Während seiner Amtszeit als Gouverneur förderte er die Entwicklung des Handels und der Landwirtschaft und die Gründung von Städten wie Unión de Reyes.

### Ministerpräsident
Am 14. Dezember 1852 wurde er als Nachfolger von Juan Bravo Murillo zum Ministerpräsidenten Spaniens berufen. Als solcher bildete er ein weitgehend aus Militärangehörigen bestehendes Übergangskabinett, in dem allein nach einer Regierungsumbildung mit Antonio Benavides y Fernandez Navarrete ein Zivilist als Innenminister (Ministro de Gobernación) und Minister für Förderungen (Ministro de Fomento) vertreten war. Roncali selbst übernahm zugleich das Amt des Außenministers (Ministro de Estado). Aufgrund einer militärinternen Gegnerschaft musste er am 14. April 1853 zurücktreten und das Amt des Ministerpräsidenten an Francisco Lersundi Hormaechea übergeben.
Für seine militärischen und politischen Verdienste wurde er mehrfach ausgezeichnet:
- Großkreuz (Gran Cruz) des Orden de Carlos III (Orden von Karl III.)
- Ritter (Caballero) des Orden de San Fernando (Orden vom Heiligen Ferdinand)
- Ritter des Real y Militar Orden de San Hermenegildo (Königlicher und Militärischer Orden des heiligen Hermenegild)

Sein jüngerer Bruder Joaquin Roncali y Ceruti war langjähriger Abgeordneter des Parlaments (Congreso de los Diputados) sowie ebenfalls zeitweise Außenminister und Minister für Gnadengesuche und Justiz.